# Вовчухи (зупинний пункт)
Вовчу́хи — пасажирський залізничний зупинний пункт Львівської дирекції Львівської залізниці на електрифікованій двоколійній лінії Львів — Мостиська II між станціями Городок-Львівський (7 км) та Судова Вишня (12 км). Розташований в селі Вовчухи Львівського району Львівської області.

## Пасажирське сполучення
На платформі Вовчухи зупиняються приміські електропоїзди сполученням Львів — Мостиська II.